# Fernando Máximo
Fernando Rodrigues Máximo (Ceres, 4 de outubro de 1979) é um político e médico brasileiro, filiado ao União Brasil (UNIÃO). É deputado federal por Rondônia.

## Biografia
Nascido em Goiás, Fernando Rodrigues Máximo, conhecido como Dr Fernandes Máximo, é filho de João Luís Máximo e Shirley Marçal. É formado em Medicina pela Universidade Federal do Amazonas, cirurgião geral, perito médico legista da Polícia Civil de Rondônia e professor voluntário da Universidade Federal de Rondônia (Unir). Também atua como preceptor de residência médica em duas outras instituições de ensino superior de Porto Velho. É casado e tem uma filha.
Em 2019 assumiu a Secretaria do Estado da Saúde, na administração do governador Marcos Rocha, se mantendo no cargo durante a crise da pandemia da COVID-19 até 30 de março de 2022.

## Política
Em 2022 foi eleito deputado federal por Rondônia com 85.604 votos (9,85%).

## Desempenho eleitoral
| Ano  | Eleição               | Partido | Cargo            | Votos  | %     | Resultado | Ref   |
| ---- | --------------------- | ------- | ---------------- | ------ | ----- | --------- | ----- |
| 2022 | Estaduais em Rondônia | UNIÃO   | Deputado federal | 85.604 | 9,85% | Eleito    | [ 6 ] |